# Jorge Fernando Iturribarría Martínez
Jorge Fernando Iturribarría Martínez (Oaxaca, Oaxaca, 5 de abril de 1902 - 14 de octubre de 1981) fue un Maestro de Literatura e Historia, político, escritor y académico mexicano.

## Semblanza biográfica
Profesor de Literatura e Historia, en la Escuela Nacional de Maestros, así como en el Instituto de Ciencias y Artes del Estado de Oaxaca (actual  Universidad Autónoma Benito Juárez de Oaxaca). 
Director de  la Biblioteca del Estado de Oaxaca y también de la Biblioteca y de la Escuela de Bellas Artes de la Universidad de Oaxaca, del año 1956 al año 1960.
En el ámbito político fue oficial mayor del Congreso del Estado, secretario particular del gobernador de Oaxaca, diputado local y federal de la XLVII Legislatura del Congreso de la Unión de México, de 1967 a 1970.  
Una vez jubilado, trabajó para la Dirección General de Educación y Bienestar Social del Gobierno del Estado de Oaxaca, llegando a ser Presidente y Vocal ejecutivo de la Comisión Editorial. 
Sin tener el tîtulo profesional de Historiador, pero dados los méritos y frutos literarios de su rigurosa y perseverante labor investigativa en el campo de la Historia, recibió la Medalla al Mérito Histórico "Alonso de León" , otorgada por la Sociedad Neoleonense de la Historia. Así mismo, en 1981 fue elegido "miembro de número", de la Academia Mexicana de la Historia para ocupar el sillón número 3, del cual no llegó a tomar posesión, dado que falleció poco después de dicho nombramiento.

## Obras publicadas
- Ensayo histórico sobre la industria de la seda en Oaxaca, en 1933.
- Funerales del general Vicente Guerrero, en 1935.
- Geografía de Oaxaca, en 1941.
- Monografía histórica del palacio de los poderes del estado de Oaxaca, en 1943.
- Historia de Oaxaca en cuatro tomos, de 1933 a 1956.
- Estética e historia del arte, en 1962.
- Juárez y Porfirio Díaz ante la historia, en 1967.
- Funerales el Gral. Vicente Guerrero en Oaxaca (1933)
- Ensayo Histórico de la Industria de la Seda en Oaxaca (1933)
- Monografía Histórica del Palacio de los poderes del estado. En el agua de Oaxaca (1944).
- Historia de Oaxaca 1821-1854, desde la consumación de Independencia.
- Historia de Oaxaca 1855-1861, la reforma y la guerra de tres años.
- Historia de Oaxaca 1861-1867, la intervención del imperio.
- Historia de Oaxaca, síntesis para escuelas secundarias
- Historia de México (1951).
- Historia de Oaxaca, las viejas culturas de Oaxaca (1952).
- Oaxaca en la Historia (1955).
- Historia de Oaxaca, las revueltas de la Noria y Tuxtepec (1956).
- Porfirio Díaz ante la Historia (1957)
- Breve historia de La literatura Universal (1962).
- Manual de Historia de México.
- Novela, Juárez y Porfirio Díaz (1967).
- Morelos en Oaxaca (1942).
- Geografía de Oaxaca
- La Generación Oaxaqueña del 57.
- Sucedió en Oaxaca, reedición (1992)